# Belgitude
La belgitude est un terme utilisé pour exprimer l'âme et l'identité des Belges.
Il désigne l'étendue de l'interrogation identitaire des Belges avec le sens aigu de l'autodérision qui les caractérise. Le terme a été forgé, au détour des années 1970-1980, par allusion au concept de négritude exprimé par Léopold Sédar Senghor. Jacques Brel utilise le mot "belgitude" dès 1971. Le mot apparaît sur un cahier de travail : "Elle est dure à chanter, ma belgitude."

## Identité belge

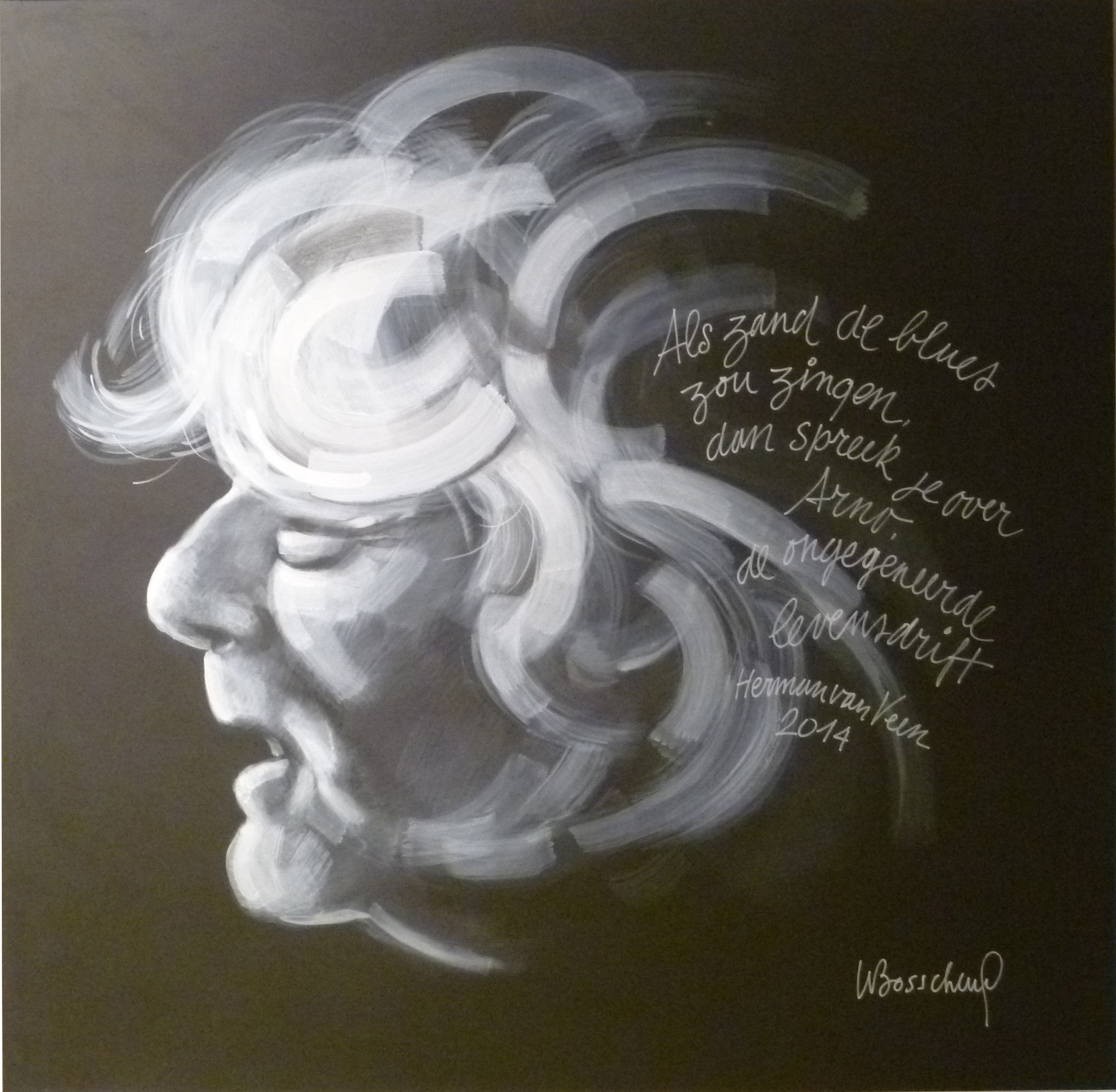
Arno (2014) par le peintre belge Willy Bosschem.

À partir des années 1830, la citation de Jules César lors de sa conquête de 54 sur la tribu celtique des Belges, les décrivant « De tous ceux-là les plus courageux sont les Belges » ( Horum omnium fortissimi sunt Belgæ), a été beaucoup utilisée dans les livres d'histoire belges alors que le nouvel État indépendant forme son identité. Certains faits de nature patriotique sont mis en valeur comme la révolution belge de 1830 ; puissance économique, industrielle et coloniale passée ; mais aussi la souffrance commune et la résistance lors des deux guerres mondiales.

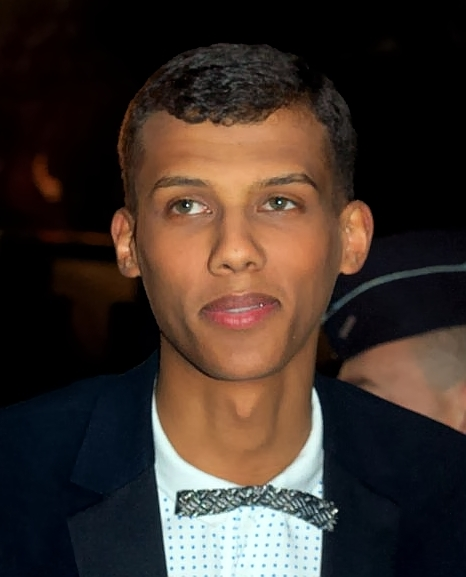
Stromae aux NRJ Music Awards 2011.

Des personnalités historiques sont présentées comme belges étant nées ou ayant vécu sur ce territoire (Ambiorix, Godefroy de Bouillon, Charles Quint, Brueghel, Rubens, Mercator, Vésale, etc.), des personnalités belges contemporaines qui revendiquent leur belgitude sont mises en avant, qu'elles soient célèbres dans le monde francophone (Jacques Brel, Annie Cordy, Franquin, Benoît Poelvoorde, Philippe Geluck, Virginie Efira, Virginie Hocq, Maurane, Arno, etc.) ou dans le monde entier (Magritte, Simenon, Hergé, Eddy Merckx, Toots Thielemans, Stromae etc.), ainsi que des personnages de fiction dont la popularité est internationale (Tintin, Spirou, les Schtroumpfs, Bob Morane, le commissaire Maigret, Hercule Poirot etc.).
Les Belges se définissent également par une identité flamande et  wallonne, formant une identité complexe.
L'idée de belgitude et sa première grande manifestation dans le numéro de la Revue de l'ULB intitulé La Belgique malgré tout ! a suscité une réplique (au moins implicite), dans le Manifeste pour la culture wallonne.
Le terme belgitude entre dans le dictionnaire Larousse en 2011, et dans le Robert un an plus tard.

## Critique de la belgitude
Pour Jacques Dubois et Jean-Marie Klinkenberg, la belgitude est un concept totalement artificiel, un sophisme, une invention bruxelloise, créé a posteriori pour tenter de combler le manque flagrant d’unité culturelle en Belgique.
La belgitude serait synonyme de marginalité.
Sous une apparente bonhomie, la belgitude relève du chauvinisme : on considère le surréalisme comme typiquement belge, le belge s'attribue lui-même ses propres qualités intrinsèques (l'humour, la modestie, l’esprit de dérision, etc.). Pierre Skilling affirme qu'Hergé voyait la monarchie comme « une forme légitime de gouvernement », remarquant au passage que « les valeurs démocratiques semblent absentes dans ce type de bande dessinée classique franco-belge ». La Syldavie, en particulier, est décrite avec beaucoup de détails, Hergé l'ayant dotée d'une histoire, de coutumes et d'une langue qui est en fait du dialecte flamand bruxellois.
La belgitude se définit par opposition aux autres cultures : ni allemande, ni néerlandaise... La belgitude, étant presque exclusivement partagée par les Belges francophones, cherche principalement à se différencier de la culture française. Pour ce faire, elle se base sur des stéréotypes qu’elle renforce : le Français est considéré comme chauvin et arrogant, tandis que le Belge est supposé humble et courtois.
Ce processus d’auto-définition et d’exclusion de l’« autre » est une stratégie courante pour légitimer le régime en place : la belgitude relève du mythe destiné à créer une unité identitaire factice et à démarquer (de manière tout aussi factice) le Belge de ses voisins, à le distancier des « autres » qui ne partagent pas ses qualités et "ses" héros historiques.
La belgitude nie aussi l'identité régionale de ses habitants. Ainsi la belgitude est la négation des identités flamande et wallonne. José Fontaine, militant régionaliste wallon et philosophe, définira d'ailleurs la belgitude dans ces termes :

« C'est cela la belgitude, l'idée qu'être belge c'est avoir l'identité de la non-identité, d'être petit, minuscule, sans épaisseur, médiocre, hybride... tous défauts revendiqués comme tels et qui, assumés, deviennent la gloire belge actuelle. Ce n'est d'ailleurs pas qu'une négation de la Wallonie, c'est la négation de toute appartenance, l'acceptation du vide, du non-sens, de l'errance, du non-lieu, du vide comme étant le plein. »

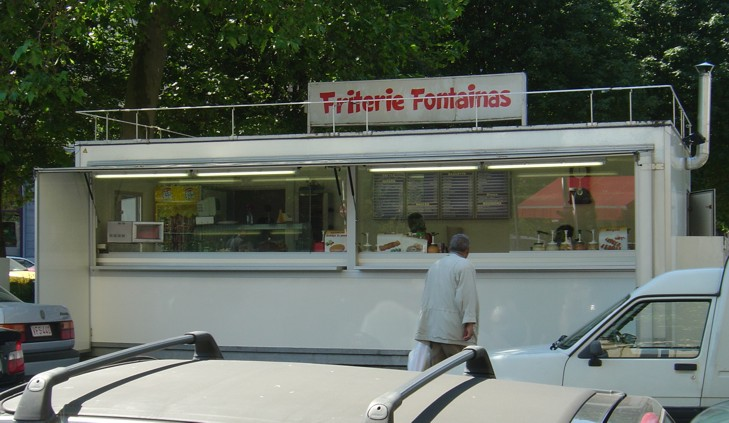
Une friterie typique à Bruxelles

D’un côté, la belgitude est un concept qui glorifie les points communs entre Flamands et Wallons : la bière, le chocolat, les moules-frites... Aliments qui tiennent lieu d'identité nationale.
D’autre part, la négation des identités wallonnes et flamandes trouve son lieu d’expression privilégié dans ce que José Fontaine appelle le « discours antiwallon » qui découle de la belgitude et qui déprécie systématiquement la Wallonie et ses habitants, empêchant ces derniers d’avoir une image positive d’eux-mêmes ou de leur région autrement qu’à travers la Belgique et Bruxelles. Voici un exemple de ce discours anti-wallon dans La Belgique toujours grande et belle (un des ouvrages fondateurs de la belgitude) ; Thierry Smits y écrit dans un texte intitulé « il y a autant de nains de jardin en Flandre qu’en Wallonie » :

« ... je ne me sens Wallon à aucun égard – mais si je devais suivre la filière du droit du sang, vu la famille de mon père, je serais peut-être wallon ? Aïe ! Heureusement je ne suis pas cette filière là. [...] c’est une région pour laquelle j’ai parfois un léger sentiment de mépris, parce que j’ai l’impression qu’ils ont perdu une guerre. J’ai l’image d’une région perdante, que culturellement j’associe à des chansonnettes et à l’accordéon. »

Dans ses Petites mythologies belges, Jean-Marie Klinkenberg a étudié de manière plaisante le thème de la belgitude, avec les instruments de l'anthropologie et de la sémiotique.
Le concept de belgitude exprimerait la difficulté du Belge à se définir comme tel. Plus profondément, la difficulté qu'il a à gérer le conflit entre ses tendances centripètes (je suis moi) et ses tendances centrifuges (je suis germain, je suis latin, ...).
Au quotidien, ce malaise trouve à se "consoler" dans le folklore dont les termes s'articulent sur une récupération a priori de l'ironie d'autrui : culture alimentaire (moules-frites, chicons, chocolat), breuvages nationaux (bière, genièvre), fêtes locales (gilles de Binche, fêtes estudiantines...), etc.
En art et littérature, la belgitude s'exprime majoritairement dans le surréalisme.

## Chantres et icônes de la belgitude
- Jacques Brel
- Annie Cordy
- Benoît Poelvoorde
- Philippe Geluck
- Virginie Efira
- Virginie Hocq
- René Magritte
- Hergé
- André Franquin
- Georges Simenon
- Félicien Rops
- Eddy Merckx
- Toots Thielemans

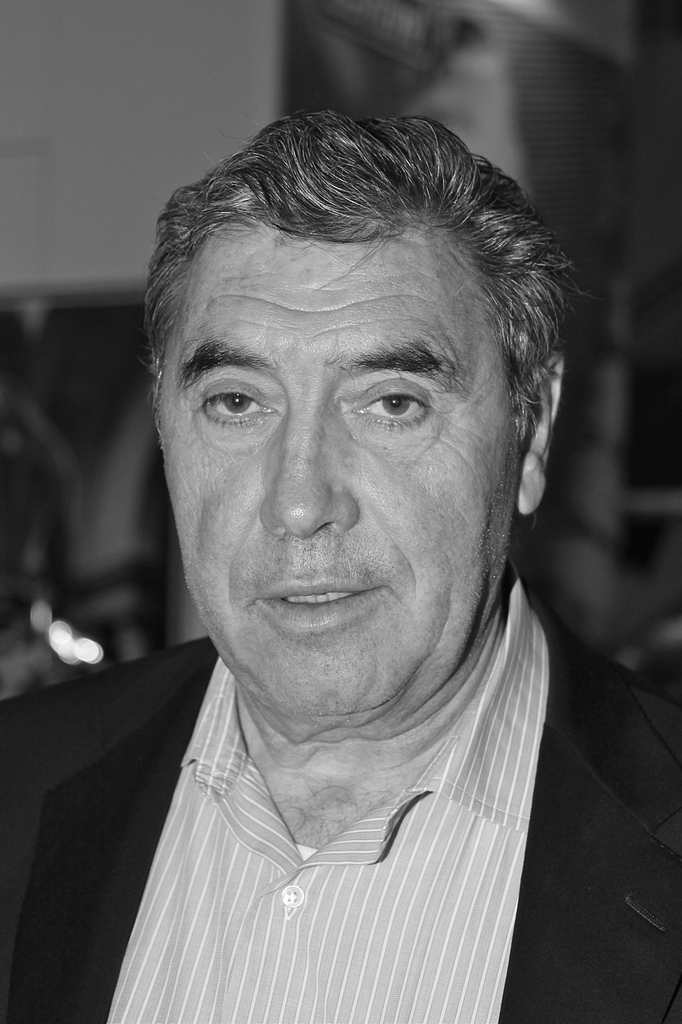
Eddy Merckx en 2009

- Mourade Zeguendi notamment dans Dikkenek
- Stromae
- Maurane
- Arno
- Jacky Ickx
- Le Grand Jojo
- Sttellla
- Lou Deprijck
- Stéphane Steeman
- Marion
- Jacques Mercier
- Les Snuls
- Noël Godin
- Rémy Belvaux
- François Damiens
- Stéphane De Groodt
- Jacques Lippe
- Jean-Marie Buchet
- Jan Bucquoy
- Jean-Luc Couchard
- Roland Lethem
- Georges Rodenbach
- Axelle Red
- Vincent Kompany
- Jean Claude Van Damme[11]

## Manifestations diverses de la belgitude
- Bye Bye Belgium (émission spéciale de la RTBF du 13 décembre 2006)
- Sois Belge et tais-toi
- Université de Houte-Si-Plou
- La Muette de Portici